# ホールド・ユー・タイト
『ホールド・ユー・タイト』（原題：愈快樂愈墮落、英：Hold You Tight）は、1998年の香港映画。スタンリー・クワン監督。
1998年、第48回ベルリン国際映画祭、コンペティション部門出品作品。

## キャスト
- ムーン/ローザ：チンミー・ヤウ
- ジェ：クー・ユールン
- ワイ：サニー・チャン
- エリック・ツァン

## 映画祭
- 1998年第11回東京国際映画祭 シネマプリズム[1]
- 1999年.山形国際ドキュメンタリー映画祭[2]

## 受賞・ノミネート
| 映画賞・映画祭 | 部門             | 対象             | 結果 |
| -------------- | ---------------- | ---------------- | ---- |
| 台湾金馬奨     | 最優秀助演男優賞 | エリック・ツァン | 受賞 |